# Fiat-SPA 36R
Il Fiat-SPA 36R o solo SPA 36R è un autocarro militare leggero prodotto in Italia ed acquisito in pochi esemplari dal Regio Esercito.

## Storia
Il mezzo nacque dall'esigenza del Regio Esercito di sostituire il vecchio autocarro SPA 25C. Nel 1933 la Società Piemontese Automobili (SPA), marchio controllato dalla Fiat specializzato nella produzione di autocarri, presentò due modelli, il Fiat-SPA 38R con raffreddamento ad acqua ed appunto il Fiat-SPA 36R con raffreddamento ad aria. Quest'ultimo era considerato ideale per i teatri africani e per il clima invernale in montagna, dove l'acqua per i radiatori, assente o congelata, era difficoltosa da approvvigionare. I due modelli erano quindi pensati come complementari per i diversi teatri d'operazione nei quali erano chiamate ad operare le forze armate italiane. I due modelli vennero entrambi adottati dal Regio Esercito nel 1935 ed inviati nella Libia italiana nel '37 ed in Africa Orientale Italiana nel '38, dove il 36R si dimostrò particolarmente soggetto ad avarie. Così per il 36R non seguirono altri ordini, mentre il 38R raffreddato ad acqua venne ulteriormente acquisito ed impiegato con successo nella Guerra civile spagnola e su tutti i fronti della Seconda guerra mondiale.

## Tecnica
Nel telaio e nella meccanica l'autocarro è sostanzialmente identico al Fiat-SPA 38R. La differenza maggiore, che poi comporta un lieve aumento del peso a vuoto e differenze centimetriche nelle dimensioni generali, sta nel propulsore, un motore Fiat a benzina a 6 cilindri in linea da 4426 cm³, erogante 50 hp, raffreddato, come già detto ad aria. L'aspetto esteriore che lo distingue dall'altro modello è essenzialmente la forma semicilindrica della parte superiore della calandra e del cofano motore.